# Lav Nikolajevič Tolstoj
Lav Nikolajevič Tolstoj (ruski: Лев Никола́евич Толсто́й), (Jasnaja Poljana, pokrajina Tula, 9. rujna 1828. – Astapovo, 20. studenog 1910.) bio je ruski grof, književnik i mislilac, jedan od najvećih svjetskih romanopisaca. Njegova djela kao što su Ana Karenjina te Rat i mir ubrajaju se među najvažnije romane ruskoga realizma i književnosti uopće.

## Životopis
Lav Nikolajevič Tolstoj rođen je u mjestu Jasna Poljana u pokrajini Tula kao četvrto od petero djece. Njegova obitelj bila je plemićkog porijekla. Naime, titulu grofa njegovim precima dodijelio je u 18. stoljeću osobno Petar Veliki. Tolstojevi roditelji umrli su dok je još bio dijete pa su ga stoga odgojili i za njega se brinuli rođaci. 

Kao dječak bio je vrlo ćudljive naravi, jednom je djevojčicu Ljubovu Isljenjevu tako snažno udario da je pala s balkona vidjevši da s njega razgovara s drugim dječakom. U svojoj 18. godini u prisustvu žena postaje stidljiv navodno opterećen svojim fizičkim izgledom. 
Bio je zaljubljen u Aleksandru, sestru svoga prijatelja, zatim u jednu udanu ženu, pa nakon toga u nasmijanu Zinaidu, prijateljicu svoje sestre Marije. Udvarao se damama, spavao sa sobaricama. Tako je zavolio mladu i lijepu šesnaestogodišnju sluškinju. Naslutivši tu avanturu njegova tetka je otjerala tu malu ljubavnicu, koja je propala i ubrzo umrla tragičnom smrću.
Odao se raznim porocima kao što su alkohol, a zatim kockanje  zbog koje je izgubio veliki dio posjeda i nekoliko kuća. Ona će ga držati godinama.
Boraveći zimi u Moskvi i Petrogradu najčešće je završavao svoje večeri kod Romā, s prijateljima i djedom svoje buduće žene. Često je boravio po petrogradskim krčmama.
Tu upoznaje Kaću – inače pjevačicu. Ako se može vjerovati njegovom dnevniku – samo dva dana poslije njegove zakletve kako više neće ići k ženama, nije mogao odoljeti. 20. XII. 1850; loš dan; bio sam kod Cigana. 28... kod Cigana; 29. zaista živim kao pravi gad... Uvečer pišem pravila života, a zatim odlazim kod Cigana!
Vrativši se balovima i mondenskim skupovima, uobražava da je zaljubljen u jednu ženu iz visokog društva, i to u kneginju Ščerbotovu. Iz tog vjerovanja, nešto kasnije, nastat će Priča jučerašnjeg dana. 
U vrijeme dok je bio na Kavkazu artiljerac stari Kozak Jepuška kod koga je stanovao nalazio mu je tatarske djevojke za koje se počeo veoma interesirati. Svakodnevno ih poziva u svoj šator, a tako je sreo Marenjku. Ona je postala Marija u njegovom romanu Kozaci. Toliko se zagrijao da je odustao od svog najomiljenijeg hobija – lova, samo kako bi mogao s njom dugo šetati. 
Tijekom ljetnoga boravka u Pjatigorsku upoznaje Teodorinu koja se u njega zaljubljuje. Ona me strašno uzbuđuje, zapisao je. Romansa započeta prije šest tjedana završila je kao i mnoge prije nje. Vrativši se u Moskvu prepušta se opet starim porocima. Jedan njegov suborac zapisao je: Nestajao bi na jedan ili dva dana, a zatim bi se vratio kao zabludjeli sin, namrgođen, oslabio, pokajnički. Pričao bi sve: kako je bančio, kockao, vodio ljubav... Ukratko čudan tip...
Jednog dana posjetio je svoju prijateljicu iz djetinstva, Ljubovu Isljenjevu, koju je prije 20-ak godina u napadu ljubomore bacio s balkona. Bila je udana i imala je tri prekrasne kćerke. Kako je volio djecu igrao se s njene tri djevojčice: Večerali smo kod Ljuboške, sada, Bersove. Djeca su nas posluživala za stolom. Kako su te djevojčice ljupke, vesele! A zatim smo se šetali i igrali preskakanja. Šest godina kasnije jedna od njih, desetogodišnja Sonja, postat će njegova supruga.
Vrativši se u svoje rodno mjesto Jasnu Poljanu flertuje s Valerijom – prvom susjedom. Imao je ozbiljne namjere oženiti se s njom. S njome je prekinuo pismom pobjegavši u Pariz. Ondje posjećuje pripadnike, tada mnogobrojne, ruske kolonije. Volio je lutati ulicama Pariza gdje je jednom prilikom sreo ženu koja ga je do te mjere uzbudila da ju je pratio satima.
U Ženevi upoznaje kćeri svojega rođenog djeda, Elizabetu i Aleksandru Tolstaja. Aleksandra, tada tridesetdevetogodišnjakinja, imala je lijepe oči, topao glas, profinjen ukus, izvanrednu učtivost i takt dvorskih ljudi što je Tolstoj cijenio. Bila je u prisnoj vezi s Dostojevskim i Turgenjevim. Ovo prijateljstvo ubrzo se pretvorilo u jednu jaku sentimentalnu vezu. Ah kad bi Aleksandra bila deset godina mlađa, sigurno bih se oženio, zapisao je u svoj dnevnik. Dosta dugo ostat će prijatelji i često će se dopisivati.

Sve češće je bio opsjednut mislima o ženidbi. Kasnije je Tolstoj otkrio svoje simpatije prema Sofiji, kćeri Ljubove Isljeneve. Tako će doći i do prosidbe. Tolstoj je zakasnio na vjenčanje sa Sofijom kojoj je i pokazao svoj dnevnik. Sa zakašnjenjom od nekoliko sati stigao je i brak je sklopljen. Može se reći da je u to vrijeme njihova ljubav bila jaka i obostrana.
Sofijina mlađa sestra Tanja često je dolazila na njihovo imanje. U to vrijeme, koje se može nazvati vremenom Tolstojeva stvaralaštva,Tanja je imala velikog utjecaja. Pisac je volio dugo pričati s njom. Po njoj je navodno nastala Nataša Rostovuva iz njegova budućeg romana Rat i mir.
Kad je Sergej, stariji Tolstojev brat, ponudio ruku Tanji, Sofija se naročito radovala jer je bila ljubomorna na svoju sestru čije je društvo njen muž i previše volio. U to vrijeme imao je i sekretaricu koja mu je mnogo pomagala u njegovu radu, ali na Sofijino inzsitiranje da je otpusti Tolstoj je popustio kako se ne bi prepirao. Kako su godine njihova braka prolazile oni su se sve više međusobno udaljavali. Oboje su se osjećali odvojenim i usamljenim. Tolstoj joj nije imao što za predbaciti ali je sve manje tražio njeno društvo. U to vrijeme hvata ga manija bježanja od svoje supruge. Pred kraj života pobjegao je od nje i njihovih trinaestero djece te umro na maloj seoskoj željničkoj stanici Astapovo 20. studenog 1910. godine zbog upale pluća.

## Uvjerenja
Tolstoj je bio zagovornik slobodnjačkog kršćanskog anarhizma koji se, po njegovim riječima, temeljio na onome što je rekao Isus Krist umjesto na crkvenim naukama, stoga je i poricao Isusovo božanstvo, rođenje od Djevice i uskrsnuće. Tolstoj je također bio uvjereni pacifist i vegetarijanac.

## Izvod iz bibliografije
U bivšem Sovjetskom Savezu objavljena zbirka njegovih djela sadrži 90 svezaka.
- Djetinjstvo (1852.)
- Dječaštvo (1854.)
- Mladost (1856.)
- Sevastopoljske pripovijetke (1855. – 1856.)
- Obiteljska sreća (1859.)
- Kozaci (1863.)
- Polikuška (1863.)
- Rat i mir (1864. – 1869.)
- Otac Sergije (1890. – 1898.)
- Ana Karenjina (1873. – 1877.)
- Smrt Ivana Iljiča (1884. – 1886.)
- Vlast tame (1886.)
- Plodovi prosvjete (1886. – 1889.)
- Kreutzerova sonata (1888.)
- Gospodar i sluga (1895.)
- Uskrsnuće (1889. – 1899.)
- Živi leš (1900.)
- Hadži Murat (1896. – 1904.)
- Krug čitanja (1903.)